# Physalaemus crombiei
Physalaemus crombiei är en groddjursart som beskrevs av Heyer och Wolf 1989. Physalaemus crombiei ingår i släktet Physalaemus och familjen Leiuperidae. IUCN kategoriserar arten globalt som livskraftig. Inga underarter finns listade i Catalogue of Life.